# Şehzade Ibrahim Tevfik
Şehzade Ibrahim Tevfik  (n. 24 de septiembre de 1874-f. 31 de diciembre de 1931) príncipe otomano, hijo de Şehzade Mehmed Burhaneddin, noveno hijo del sultán otomano Abdülmecit I.

## Vida
El príncipe Ibrahim Tevfik nació en 1874 en el palacio de Dolmabahce. Su padre era el hijo del sultán Abdulmejid I, el príncipe Mehmed Burhaneddin, y su madre fue su primera esposa, Mastiniyaz. Su padre murió cuando él tenía 2 años, por lo que creció bajo el cuidado de su tío, el sultán Abdulhamid. Incluso cuando era niño, se consideraba a sí mismo el hijo del sultán Abdulhamid, y solo cuando creció supo la verdad. Tenía una personalidad interesante y divertida. Besiktas tenía varios animales en su palacio. Hoy, el palacio pertenece a la Universidad Galatasaray.
En 1924, durante el exilio de la dinastía otomana, fue vicealmirante de la armada otomana. Burhaneddin Cem Efendi, hijo del exiliado, fue con sus hijas Fethiye y Nilufer Sultán, sus esposas, el sirviente del palacio Canan Kalfa y la niñera de los niños Rangin. Una de sus esposas, Shadiya, estaba embarazada de su hijo, Osman Beyazid Efendi, durante el exilio. La hija mayor estaba casada, por lo que se exiliaron con sus familias.
Al hermano de la Sra. Shadiya, Ibrahim Bey, que vivía en París en esos años, se le pidió que se quedara. También alojó a la familia en un hotel cerca de París. Sin embargo, debido a las continuas dificultades económicas, un mes después la familia se mudó a un apartamento sencillo cerca del bosque de Boulogne. Osman Beyazid Efendi escribe en sus memorias;

No había ningún chef con nosotros. Mi madre preguntó a los terneros: "¿Hay alguien que sepa cocinar?" Solo uno de ellos pudo responder. La única comida que podía comer era echar un huevo en agua hirviendo y cocinarlo. Así que primero aprendimos a cocinar con nuestros vecinos.

Murió en 1931, incapaz de soportar la miserable vida en el exilio.